# لودویک لاوینسکی
لودویک لاوینسکی (لهستانی: Ludwik Lawiński؛ ۱۹ ژوئن ۱۸۸۷ – ۱۵ سپتامبر ۱۹۷۱) بازیگر اهل لهستان بود.
از فیلم‌ها یا برنامه‌های تلویزیونی که وی در آن نقش داشته‌است، می‌توان به همه مجاز به عشق ورزیدن هستند، یکصد متر عشق و الفبای عشق اشاره کرد.